# Економічний розмір замовлення
Економі́чний ро́змір замо́влення (формула Уілсона, EOQ-модель) — це модель, яка визначає оптимальний обсяг замовлення товару, що дозволяє мінімізувати загальні змінні витрати, пов'язані із замовленням і зберіганням запасів.

## Основні припущення
1. Попит на продукт відомий
2. Час реалізації замовлення (поставки) відомий та постійний
3. Одержання товару відбувається миттєво
4. У моделі не враховуються гуртові знижки
5. Дефіцит не допускається

## Змінні
- Q* — оптимальний розмір замовлення
- C — витрати розміщення замовлення (не залежить від величини замовлення)
- R — щомісячний попит на продукт
- P — витрати на покупку одиниці продукту
- F — коефіцієнт витрат зберігання запасу; частка витрат на покупку продукту, що використовується як витрати зберігання (звичайно 10-15%, хоча при певних обставинах може встановлюватися на рівні від 0 до 1)
- H — витрати зберігання одиниці товару на місяць (H = PF)

## Формула

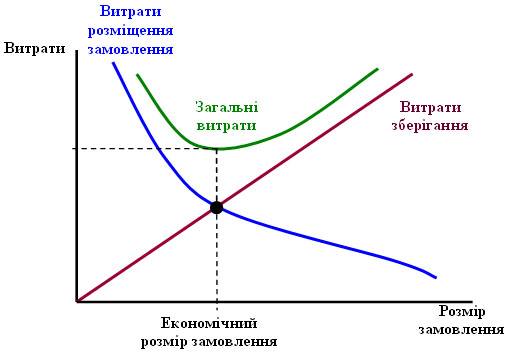
Мал. 1 — Визначення оптимального розміру замовлення

Малюнок показує співвідношення між кривими витрат розміщення замовлення, зберігання запасу, кривою загальних витрат й оптимальним розміром замовлення.
Формула оптимального розміру замовлення для єдиного продукту може бути представлена як точка мінімуму наступної функції витрат:
Загальні витрати = витрати на закупівлю + витрати розміщення замовлення + витрати зберігання,
що відповідає:
{\displaystyle TC(Q)=PR+{\frac {CR}{Q}}+{\frac {PFQ}{2}}}
Візьмемо похідні від обох частин рівняння та, дорівнявши вираз до нуля, одержимо:
{\displaystyle {\frac {dTC(Q)}{dQ}}={\frac {d}{dQ}}\left(PR+{\frac {CR}{Q}}+{\frac {PFQ}{2}}\right)=0}
У результаті одержимо:
{\displaystyle {\frac {PF}{2}}-{\frac {CR}{Q^{2}}}=0}
Вирішимо відносно Q:
{\displaystyle {\frac {PF}{2}}={\frac {CR}{Q^{2}}}}
{\displaystyle Q^{2}={\frac {2CR}{PF}}}
{\displaystyle Q^{*}={\sqrt {\frac {2CR}{PF}}}={\sqrt {\frac {2CR}{H}}}}
Знак (*) означає оптимальний розмір замовлення.

## Розширення
До моделі оптимального розміру партії можуть застосовуватися деякі розширення, що дозволяють урахувати витрати заборгованість замовлень і багато номенклатурні запаси.